# Günəş
Günəş è un comune dell'Azerbaigian situato nel distretto di Beyləqan. Conta una popolazione di 890 abitanti.